# Xã Union, Quận Berks, Pennsylvania
Xã Union (tiếng Anh: Union Township) là một xã thuộc quận Berks, tiểu bang Pennsylvania, Hoa Kỳ. Năm 2010, dân số của xã này là 3.503 người.